# Stara Božurna
Stara Božurna (en serbe cyrillique : Стара Божурна) est un village de Serbie situé dans la municipalité de Žitorađa, district de Toplica. Au recensement de 2011, il comptait 315 habitants.

## Démographie
| 1948 | 1953 | 1961 | 1971 | 1981 | 1991 | 2002 | 2011 |
| ---- | ---- | ---- | ---- | ---- | ---- | ---- | ---- |
| 613  | 662  | 599  | 534  | 478  | 403  | 358  | 315  |

|  |